# Morti il 14 giugno

## IX secolo(3)
- 809 - Ōtomo no Otomaro, militare giapponese (n. 731)
- 844 - Ugo di San Bertino, abate franco
- 847 - Metodio I, vescovo italiano

## X secolo(2)
- 949 - Dodo I, vescovo cattolico tedesco
- 976 - Aronne di Bulgaria, nobile bulgaro

## XI secolo(2)
- 1046 - Riccardo di Saint-Vanne, religioso francese
- 1095 - Agapito di Pečers'k, monaco cristiano, medico e santo ucraino

## XII secolo(2)
- 1126 - Ugo I di Champagne, conte
- 1190 - Enrico I di Tirolo, nobile

## XIII secolo(1)
- 1205 - Gualtieri III di Brienne, conte francese

## XIV secolo(4)
- 1312 - Guglielmo Cavalcabò, politico italiano
- 1349 - Günther XXI di Schwarzburg, sovrano tedesco (n. 1304)
- 1381 - Simon Sudbury, arcivescovo cattolico inglese
- 1384 - Leonardo Montaldo, doge (n. 1319)

## XV secolo(8)
- 1441 - Corrado III Trinci, condottiero italiano
- 1459 - Giacomo di Challant-Aymavilles, nobile italiano
- 1473 - Zaffira Manfredi, nobildonna (n. 1449)
- 1486 - Margherita di Danimarca, danese (n. 1456)
- 1493 - Ermolao Barbaro il Giovane, umanista, patriarca cattolico e diplomatico italiano (n. 1454)
- 1494 - Boccolino Guzzoni, condottiero italiano
- 1495 - Vrancke van der Stockt, pittore fiammingo
- 1497 - Giovanni Borgia, II duca di Gandia, nobile e militare italiano (n. 1476)

## XVI secolo(5)
- 1519 - Isabella Maria d'Este, nobildonna italiana (n. 1519)
- 1544 - Antonio di Lorena, nobile francese (n. 1489)
- 1562 - Karl Aegeri, pittore svizzero (n. 1510)
- 1584 - Claude de la Baume, cardinale e arcivescovo cattolico francese (n. 1534)
- 1594 - Orlando di Lasso, compositore fiammingo (n. 1532)

## XVII secolo(15)
- 1603 - Girolamo Rusticucci, cardinale e vescovo italiano (n. 1537)
- 1609 - Giulia Orsini, nobile italiana
- 1618 - Margherita Gonzaga, duchessa italiana (n. 1562)
- 1619 - Metello Bichi, cardinale e arcivescovo cattolico italiano (n. 1541)
- 1633 - Cristiano di Schleswig-Holstein-Sonderburg-Ærø, nobile danese (n. 1570)
- 1635 - Christian Erbach, compositore e organista tedesco
- 1636 - Jean Caylar d'Anduze de Saint-Bonnet, militare e nobile francese (n. 1585)
- 1642 - Saskia van Uylenburgh, olandese (n. 1612)
- 1644 - Paolo Arese, vescovo cattolico e letterato italiano (n. 1574)
- 1646 - Ottavio Branciforte, vescovo cattolico italiano (n. 1599)
- 1646 - Jean Armand de Maillé, ammiraglio e nobile francese (n. 1619)
- 1662 - Henry Vane il Giovane, politico e teologo inglese (n. 1613)
- 1670 - François Annat, gesuita francese (n. 1590)
- 1674 - Marin Le Roy de Gomberville, poeta e romanziere francese (n. 1600)
- 1674 - Benito Sánchez de Herrera, vescovo cattolico e teologo spagnolo (n. 1598)

## XVIII secolo(22)
- 1709 - Gabriel Nicolas de la Reynie, magistrato e poliziotto francese (n. 1625)
- 1732 - Giovanni Fossa, pittore italiano (n. 1645)
- 1733 - Caterina Ivanovna Romanova, principessa russa (n. 1691)
- 1738 - Federico di Nassau-Zuylestein, III conte di Rochford, nobile inglese (n. 1684)
- 1741 - Carolina d'Assia-Rheinfels-Rotenburg, principessa (n. 1714)
- 1746 - Colin Maclaurin, matematico scozzese (n. 1698)
- 1750 - Franz Anton Maichelbeck, organista e compositore tedesco (n. 1702)
- 1752 - Charles-Antoine Coypel, pittore francese (n. 1694)
- 1754 - Nicolas Besnier, orafo e architetto francese (n. 1686)
- 1756 - Prosper Marchand, editore francese (n. 1678)
- 1768 - Giovan Francesco Gaggini, pittore e artista svizzero (n. 1683)
- 1768 - James Short, matematico e ottico scozzese (n. 1710)
- 1773 - Domenico Laschi, fantino italiano
- 1782 - Edward Ligonier, I conte Ligonier, militare e nobile britannico (n. 1740)
- 1789 - Johann Wilhelm Hertel, compositore, clavicembalista e violinista tedesco (n. 1727)
- 1789 - Tommaso Temanza, architetto, ingegnere idraulico e scrittore italiano (n. 1705)
- 1794 - Emmanuel Marie Fréteau de Saint Just, politico francese (n. 1745)
- 1794 - Francis Seymour-Conway, I marchese di Hertford, nobile e politico britannico (n. 1718)
- 1796 - Carlo Alberto II di Hohenlohe-Waldenburg-Schillingsfürst, principe tedesco (n. 1742)
- 1799 - Ludwig Carl von Hohenlohe-Waldenburg-Bartenstein, principe e mecenate tedesco (n. 1731)
- 1800 - Louis Charles Antoine Desaix, generale francese (n. 1768)
- 1800 - Jean-Baptiste Kléber, generale francese (n. 1753)

## XIX secolo(48)
- 1801 - Benedict Arnold, generale statunitense (n. 1741)
- 1806 - Domenico Guardasoni, tenore e impresario teatrale italiano
- 1810 - Tommaso Felloni, fantino italiano (n. 1768)
- 1812 - Giovanni Battista Bendazzoli, scultore italiano (n. 1739)
- 1814 - Federico Cristiano II di Schleswig-Holstein-Sonderburg-Augustenburg, principe danese (n. 1765)
- 1816 - Orazio Lupis, presbitero, storico e poeta italiano (n. 1736)
- 1820 - Thomas Dundas, I barone Dundas, politico scozzese (n. 1741)
- 1821 - Chaim Ickovits, filosofo e teologo polacco (n. 1749)
- 1821 - Nicolas Marie Quinette, politico francese (n. 1762)
- 1824 - Charles-François Lebrun, politico francese (n. 1739)
- 1825 - Pierre L'Enfant, architetto e urbanista francese (n. 1754)
- 1828 - Carlo Augusto di Sassonia-Weimar-Eisenach, nobile tedesco (n. 1757)
- 1830 - Václav Leopold Chlumčanský, nobile e arcivescovo cattolico ceco (n. 1749)
- 1837 - Giacomo Leopardi, poeta, filosofo e scrittore italiano (n. 1798)
- 1838 - Maximilian von Montgelas, politico tedesco (n. 1759)
- 1850 - Pier Francesco Brunaccini, arcivescovo cattolico italiano (n. 1772)
- 1853 - Zaharij Zograf, pittore bulgaro (n. 1810)
- 1854 - Augustus FitzClarence, nobile e religioso inglese (n. 1805)
- 1861 - George Bishop, astronomo britannico (n. 1785)
- 1863 - Jean-Baptiste Joseph Debay, scultore belga (n. 1779)
- 1864 - Francesco Comencini, organista italiano (n. 1792)
- 1864 - Ernst Ortlepp, poeta tedesco (n. 1800)
- 1864 - Leonidas Polk, vescovo anglicano e generale statunitense (n. 1806)
- 1864 - Pedro Santana, politico dominicano (n. 1801)
- 1870 - Giulio Pinchetti, poeta e giornalista italiano (n. 1844)
- 1871 - Josiah Tattnall III, militare statunitense (n. 1795)
- 1872 - Rudolf Benz, giudice e politico svizzero (n. 1810)
- 1872 - Catherine Crowe, scrittrice britannica (n. 1790)
- 1874 - Julien-Léopold Boilly, pittore francese (n. 1796)
- 1875 - Heinrich Louis d'Arrest, astronomo tedesco (n. 1822)
- 1876 - Heinrich Wuttke, storico tedesco (n. 1818)
- 1877 - Mary Carpenter, filantropa e educatrice britannica (n. 1807)
- 1879 - Johann Karl Friedrich Rosenkranz, filosofo tedesco (n. 1805)
- 1880 - Leonhard Ennen, archivista e storico tedesco (n. 1820)
- 1880 - Giovanni Vollaro, patriota e militare italiano (n. 1823)
- 1883 - Edward FitzGerald, scrittore inglese (n. 1809)
- 1883 - Charles J. Jenkins, politico statunitense (n. 1805)
- 1886 - Aleksandr Nikolaevič Ostrovskij, drammaturgo russo (n. 1823)
- 1889 - Henry William Bristow, geologo britannico (n. 1817)
- 1890 - Vincenzo Morano, editore italiano (n. 1822)
- 1891 - Pietro Caraciotti, politico italiano (n. 1820)
- 1891 - Nicolò Gabrielli, compositore italiano (n. 1814)
- 1892 - Eugène Borel, politico svizzero (n. 1835)
- 1895 - Nhá Chica, religiosa brasiliana (n. 1810)
- 1896 - Luigi Orlando, ingegnere e politico italiano (n. 1814)
- 1899 - Konrad Knoll, scultore tedesco (n. 1829)
- 1900 - Catherine Glynne, nobildonna gallese (n. 1812)
- 1900 - Vincenzo Rossi, militare italiano (n. 1877)

## XX secolo(235)
- 1901 - Vincenzo Pace, politico italiano (n. 1828)
- 1902 - Jules Babick, chimico e attivista polacco (n. 1820)
- 1903 - Karl Gegenbaur, anatomista tedesco (n. 1826)
- 1905 - Johannes von Mikulicz-Radecki, chirurgo austriaco (n. 1850)
- 1905 - Tippu Tip, mercante tanzaniano (n. 1837)
- 1906 - Georges Rayet, astronomo francese (n. 1839)
- 1907 - William Le Baron Jenney, architetto statunitense (n. 1832)
- 1907 - Giuseppe Pellizza da Volpedo, pittore italiano (n. 1868)
- 1908 - Frederick Stanley, XVI conte di Derby, politico britannico (n. 1841)
- 1908 - Blind Tom Wiggins, pianista statunitense (n. 1849)
- 1909 - Afonso Augusto Moreira Pena, avvocato e politico brasiliano (n. 1847)
- 1909 - Witold Wojtkiewicz, pittore polacco (n. 1879)
- 1911 - Johan Svendsen, compositore, direttore d'orchestra e violinista norvegese (n. 1840)
- 1912 - Ambrogio Doria, politico italiano (n. 1826)
- 1913 - Paavo Cajander, poeta e traduttore finlandese (n. 1846)
- 1914 - Adlai Stevenson I, politico statunitense (n. 1835)
- 1914 - Gustav Uhlig, filologo classico e educatore tedesco (n. 1838)
- 1914 - Gaspar Vianna, medico brasiliano (n. 1885)
- 1915 - Cesare Billia, militare italiano (n. 1863)
- 1915 - Anselmo Figueroa, politico e giornalista messicano (n. 1861)
- 1915 - Giulio Musso, pittore italiano (n. 1851)
- 1917 - Vilhelm Herman Oluf Madsen, militare, politico e imprenditore danese (n. 1844)
- 1919 - Oleksandr Muraško, pittore ucraino (n. 1875)
- 1920 - Benigno Ferreira, giurista e politico paraguaiano (n. 1846)
- 1920 - Anna Maria Mozzoni, giornalista italiana (n. 1837)
- 1920 - Réjane, attrice francese (n. 1857)
- 1920 - Max Weber, sociologo, filosofo e economista tedesco (n. 1864)
- 1922 - Ulderico Levi, militare, politico e filantropo italiano (n. 1842)
- 1923 - Romualdo Braschi-Onesti, III duca di Nemi, nobile italiano (n. 1849)
- 1923 - Evasio Lampiano, pilota automobilistico italiano (n. 1888)
- 1923 - George Mansfield Smith-Cumming, militare britannico (n. 1859)
- 1923 - Aleksandăr Stambolijski, politico bulgaro (n. 1879)
- 1924 - Frank Gilbreth, ingegnere statunitense (n. 1868)
- 1924 - Milton Nobles, sceneggiatore, romanziere e commediografo statunitense (n. 1844)
- 1926 - Giuseppe Augusto Levis, pittore italiano (n. 1879)
- 1926 - Olinto Marinelli, geografo italiano (n. 1876)
- 1926 - Mary Cassatt, pittrice statunitense (n. 1844)
- 1926 - Windham Wyndham-Quin, IV conte di Dunraven e Mount-Earl, politico e giornalista irlandese (n. 1841)
- 1927 - Jerome K. Jerome, scrittore, giornalista e umorista britannico (n. 1859)
- 1928 - Emmeline Pankhurst, attivista e politica britannica (n. 1858)
- 1928 - François Vilamitjana, velista francese (n. 1846)
- 1929 - Minor C. Keith, imprenditore statunitense (n. 1848)
- 1930 - Enrico Millo, militare e politico italiano (n. 1865)
- 1930 - Catherine Jane Wood, infermiera britannica (n. 1841)
- 1931 - Giuseppe Mentessi, pittore italiano (n. 1857)
- 1932 - Peter Adler Alberti, politico danese (n. 1851)
- 1932 - Beppe Ciardi, pittore italiano (n. 1875)
- 1932 - Amedeo Majeroni, illusionista italiano (n. 1871)
- 1932 - Niijima Yae, samurai, docente e infermiera giapponese (n. 1845)
- 1933 - Bill Beckman, lottatore statunitense (n. 1881)
- 1933 - Justinien Clary, tiratore a volo e dirigente sportivo francese (n. 1860)
- 1934 - John Gray, poeta inglese (n. 1866)
- 1935 - Ilmari Manninen, insegnante, scrittore e etnografo finlandese (n. 1894)
- 1936 - Gilbert Keith Chesterton, scrittore e giornalista britannico (n. 1874)
- 1936 - Attilio Fontana, avvocato, giornalista e politico italiano (n. 1876)
- 1936 - Hans Poelzig, architetto, designer e scenografo tedesco (n. 1869)
- 1937 - Hans Hartmann, alpinista e fisiologo tedesco (n. 1908)
- 1938 - William Wallace Campbell, astronomo statunitense (n. 1862)
- 1939 - Vladislav Chodasevič, poeta e critico letterario russo (n. 1886)
- 1940 - Louis Billotey, pittore francese (n. 1883)
- 1940 - Augusto De Martino, avvocato e politico italiano (n. 1877)
- 1940 - William Edmund Harper, astronomo canadese (n. 1878)
- 1940 - Lin Jianzhang, ammiraglio e politico cinese (n. 1874)
- 1941 - George Ernest Goodman, militare e aviatore britannico (n. 1920)
- 1941 - Leslie McPherson, lunghista e ostacolista australiano (n. 1880)
- 1942 - Alberto Brondi, militare e aviatore italiano (n. 1915)
- 1942 - Bruno Castro, militare e aviatore italiano (n. 1918)
- 1942 - Giorgio Compiani, militare e aviatore italiano (n. 1915)
- 1942 - Giovanni Farina, militare e aviatore italiano (n. 1901)
- 1942 - Eugenie Goldstern, etnologa austriaca (n. 1884)
- 1942 - Mario Ingrellini, militare e aviatore italiano (n. 1915)
- 1942 - Mario Turba, militare e aviatore italiano (n. 1909)
- 1942 - Heinrich Vogeler, pittore, architetto e poeta tedesco (n. 1872)
- 1942 - Werner Widmayer, calciatore tedesco (n. 1909)
- 1944 - Georges Barrère, flautista francese (n. 1876)
- 1944 - Sergio Forti, militare e partigiano italiano (n. 1920)
- 1944 - Pasquale Infelisi, carabiniere italiano (n. 1899)
- 1944 - Giovanni Rava, pittore italiano (n. 1874)
- 1944 - Gianluca Spinola, partigiano italiano (n. 1919)
- 1944 - Vittorio Vargiu, partigiano italiano (n. 1919)
- 1944 - Fritz Witt, generale tedesco (n. 1908)
- 1945 - Oscar Ghiglia, pittore italiano (n. 1876)
- 1946 - John Logie Baird, inventore britannico (n. 1888)
- 1946 - Charles Butterworth, attore statunitense (n. 1896)
- 1946 - Francesco Chiesa, presbitero italiano (n. 1874)
- 1946 - Federigo Enriques, matematico, storico della scienza e filosofo italiano (n. 1871)
- 1946 - Heinrich Kaminski, compositore tedesco (n. 1886)
- 1946 - Jorge Ubico, politico e generale guatemalteco (n. 1878)
- 1947 - Sverre Andersen, calciatore norvegese (n. 1893)
- 1947 - Annie Krull, soprano tedesco (n. 1876)
- 1948 - Gertrude Atherton, scrittrice statunitense (n. 1857)
- 1948 - Thekla Resvoll, botanica e educatrice norvegese (n. 1871)
- 1948 - Wilhelm Siewert, ciclista su strada e pistard tedesco (n. 1883)
- 1949 - Emanoil Ionescu, militare e aviatore rumeno (n. 1887)
- 1949 - Otto Stählin, filologo classico tedesco (n. 1868)
- 1950 - Rrok Kolaj, magistrato e politico albanese (n. 1897)
- 1950 - Mario Valabrega, paroliere italiano (n. 1904)
- 1951 - Gyula Bíró, calciatore ungherese (n. 1890)
- 1951 - Gordon Hodgson, calciatore e crickettista sudafricano (n. 1904)
- 1951 - Hilda Margaret Northcroft, medico neozelandese (n. 1882)
- 1952 - Felix Calonder, politico svizzero (n. 1863)
- 1953 - Carl Julius Bernhard Börner, entomologo tedesco (n. 1880)
- 1953 - Émile Fréteur, ginnasta francese (n. 1879)
- 1954 - Luigi Montesanto, baritono italiano (n. 1887)
- 1955 - William Gann, economista statunitense (n. 1878)
- 1956 - Lawson Butt, attore e regista britannico (n. 1880)
- 1956 - José Horacio Campillo Infante, arcivescovo cattolico cileno (n. 1872)
- 1957 - Nico Bouvij, calciatore olandese (n. 1892)
- 1957 - Holmes Zimmermann, attore tedesco (n. 1900)
- 1958 - George Fonder, pilota automobilistico statunitense (n. 1917)
- 1958 - Hugh Fortescue, V conte di Fortescue, politico e militare britannico (n. 1888)
- 1958 - Joe McCormick, hockeista su ghiaccio canadese (n. 1894)
- 1959 - Jerónimo Méndez Arancibia, medico e politico cileno (n. 1887)
- 1960 - Casimiro Doniselli, medico, fisiologo e psicologo italiano (n. 1876)
- 1961 - Sebald Rutgers, politologo e ingegnere olandese (n. 1879)
- 1962 - Otto Bülte, calciatore tedesco (n. 1886)
- 1963 - Alan Campbell, sceneggiatore statunitense (n. 1904)
- 1963 - Luciano Pérez Platero, arcivescovo cattolico spagnolo (n. 1882)
- 1963 - Achille Roncato, medico, biochimico e scienziato italiano (n. 1887)
- 1963 - Carl Skottsberg, botanico e esploratore svedese (n. 1880)
- 1964 - Raffaele Mancini, calciatore italiano (n. 1913)
- 1964 - Piero Monico, avvocato italiano (n. 1899)
- 1965 - Zoltán Kemény, scultore ungherese (n. 1907)
- 1965 - Mario Reviglione, pittore e incisore italiano (n. 1883)
- 1966 - Parnaoz Chikviladze, judoka sovietico (n. 1941)
- 1966 - Karl Eggler, calciatore svizzero (n. 1901)
- 1966 - Vittorio Giovanelli, generale italiano (n. 1882)
- 1967 - Eddie Eagan, pugile e bobbista statunitense (n. 1897)
- 1967 - Berta Zahourek, nuotatrice austriaca (n. 1896)
- 1968 - Herbert Bliss, calciatore inglese (n. 1890)
- 1968 - Jürgen Fehling, regista teatrale tedesco (n. 1885)
- 1968 - Kaare Lie, calciatore norvegese (n. 1905)
- 1968 - Salvatore Quasimodo, poeta e traduttore italiano (n. 1901)
- 1969 - Cacilda Becker, attrice brasiliana (n. 1921)
- 1969 - Wynonie Harris, cantante statunitense (n. 1915)
- 1969 - Marek Hłasko, scrittore polacco (n. 1934)
- 1969 - John Woolfe, pilota automobilistico inglese (n. 1937)
- 1970 - Giuseppe Corrias, militare italiano (n. 1892)
- 1970 - William H. Daniels, direttore della fotografia statunitense (n. 1901)
- 1970 - Irene Guest, nuotatrice statunitense (n. 1900)
- 1970 - Roman Ingarden, filosofo polacco (n. 1893)
- 1970 - Guido Malatesta, regista cinematografico, sceneggiatore e giornalista italiano (n. 1919)
- 1970 - Bachisio Raimondo Motzo, storico italiano (n. 1883)
- 1971 - Ado Furlan, scultore italiano (n. 1905)
- 1971 - Carlos P. Garcia, politico e poeta filippino (n. 1896)
- 1971 - Ernesto Enrico di Sassonia, nobile tedesco (n. 1896)
- 1972 - Leila Diniz, attrice brasiliana (n. 1945)
- 1972 - Philip J. Philbin, politico statunitense (n. 1898)
- 1972 - Glyn Simon, arcivescovo anglicano britannico (n. 1903)
- 1973 - George Mountford, calciatore inglese (n. 1921)
- 1974 - Eddy Brown, violinista e insegnante statunitense (n. 1895)
- 1974 - Ada Bruges, cantante italiana (n. 1897)
- 1974 - Michele De Capua, politico italiano (n. 1913)
- 1974 - Sibyl Mary Hathaway, britannica (n. 1884)
- 1974 - Knud Jeppesen, musicologo danese (n. 1892)
- 1974 - Gabriel Thorstensen, ginnasta norvegese (n. 1888)
- 1975 - Paolo Dettori, politico italiano (n. 1926)
- 1976 - Heinrich Kreipe, militare tedesco (n. 1895)
- 1976 - Knud di Danimarca, principe danese (n. 1900)
- 1977 - Robert Middleton, attore statunitense (n. 1911)
- 1977 - Alan Reed, attore e doppiatore statunitense (n. 1907)
- 1978 - Piero Brolis, scultore italiano (n. 1920)
- 1978 - Martino Caroli, avvocato e politico italiano (n. 1897)
- 1979 - Igor' Zacharovič Bondarevskij, scacchista sovietico (n. 1913)
- 1979 - David Butler, regista, attore e produttore cinematografico statunitense (n. 1894)
- 1979 - Aleksandr Aleksandrovič Morozov, generale e ingegnere sovietico (n. 1904)
- 1979 - Toivo Pawlo, attore svedese (n. 1917)
- 1979 - Sun Jing, regista, attore e sceneggiatore cinese (n. 1912)
- 1980 - Ezio Battistella, politico italiano (n. 1914)
- 1980 - Cosma Spessotto, presbitero e francescano italiano (n. 1923)
- 1980 - Antonio Zidarich, calciatore italiano (n. 1921)
- 1981 - Nicola Tommaso Pace, politico italiano (n. 1903)
- 1981 - Alberto Winkler, canottiere italiano (n. 1932)
- 1982 - Marjorie Bennett, attrice australiana (n. 1896)
- 1982 - Rafaėl' Grač, pattinatore di velocità su ghiaccio sovietico (n. 1932)
- 1983 - Aleksej Aleksandrovič Surkov, poeta, critico letterario e politico sovietico (n. 1899)
- 1985 - Irene Delroy, attrice statunitense (n. 1900)
- 1986 - Tony Barlocco, attore teatrale italiano (n. 1930)
- 1986 - Jaap Boot, lunghista e velocista olandese (n. 1903)
- 1986 - Jorge Luis Borges, scrittore, poeta e saggista argentino (n. 1899)
- 1986 - Vladimir Ivanov Georgiev, linguista e filologo bulgaro (n. 1908)
- 1986 - Alan Jay Lerner, paroliere e sceneggiatore statunitense (n. 1918)
- 1986 - Giorgio Pellini, schermidore italiano (n. 1923)
- 1986 - Marlin Perkins, zoologo e conduttore televisivo statunitense (n. 1905)
- 1986 - Settimio Simonini, ciclista su strada italiano (n. 1913)
- 1986 - Anthony Spilotro, mafioso statunitense (n. 1938)
- 1986 - Michael Spilotro, mafioso statunitense (n. 1944)
- 1987 - Agostino Trapè, presbitero e filosofo italiano (n. 1915)
- 1989 - Christopher Bernau, attore televisivo statunitense (n. 1940)
- 1989 - Carlo di Limburg-Stirum, politico e filantropo belga (n. 1906)
- 1989 - Joseph-Albert Malula, cardinale e arcivescovo cattolico della Repubblica Democratica del Congo (n. 1917)
- 1989 - Albert Wolff, schermidore francese (n. 1906)
- 1989 - Pete de Freitas, musicista e produttore discografico britannico (n. 1961)
- 1990 - Erna Berger, soprano tedesco (n. 1900)
- 1990 - John Jairo Arias, criminale colombiano (n. 1961)
- 1990 - Ralf Liivar, calciatore estone (n. 1903)
- 1990 - Chet McNabb, cestista, giocatore di baseball e allenatore di pallacanestro statunitense (n. 1920)
- 1990 - Luis Vidales, poeta colombiano (n. 1904)
- 1990 - Raoul Vistoli, scultore, disegnatore e illustratore italiano (n. 1915)
- 1991 - Peggy Ashcroft, attrice britannica (n. 1907)
- 1991 - Stefano Canzio, giornalista e regista italiano (n. 1915)
- 1991 - Bernard Miles, attore e direttore teatrale britannico (n. 1907)
- 1991 - John Pilch, cestista statunitense (n. 1925)
- 1991 - Frank Valentino, baritono statunitense (n. 1907)
- 1992 - Luigi Bulferetti, storico italiano (n. 1915)
- 1992 - Carlos d'Alessio, compositore argentino (n. 1935)
- 1992 - Ugo Damiani, funzionario e politico italiano (n. 1899)
- 1993 - Mario Caciagli, calciatore e allenatore di calcio italiano (n. 1923)
- 1993 - Ruggero Chiesa, chitarrista e insegnante italiano (n. 1933)
- 1993 - Vincent Trout Hamlin, fumettista statunitense (n. 1900)
- 1994 - Ismail Chirine, militare, diplomatico e politico egiziano (n. 1919)
- 1994 - Emil Göing, cestista tedesco (n. 1912)
- 1994 - Henry Mancini, compositore, direttore d'orchestra e arrangiatore statunitense (n. 1924)
- 1994 - Marcel Mouloudji, cantante, compositore e attore francese (n. 1922)
- 1994 - Lucien Vlaemynck, ciclista su strada belga (n. 1914)
- 1995 - Giuseppe Calvi, calciatore italiano (n. 1901)
- 1995 - Rory Gallagher, chitarrista e cantante irlandese (n. 1948)
- 1995 - Bobby Grim, pilota automobilistico statunitense (n. 1924)
- 1995 - Jos Hoevenaers, ciclista su strada belga (n. 1932)
- 1995 - Sony Labou Tansi, scrittore e regista teatrale congolese (Repubblica Democratica del Congo) (n. 1947)
- 1995 - Roger Zelazny, scrittore e autore di fantascienza statunitense (n. 1937)
- 1996 - Gesualdo Bufalino, scrittore, poeta e aforista italiano (n. 1920)
- 1996 - Aurelio De Felice, scultore italiano (n. 1915)
- 1996 - Jack Ragland, cestista statunitense (n. 1913)
- 1996 - Raffaele Valenzano, militare e aviatore italiano (n. 1917)
- 1997 - Marjorie Best, costumista statunitense (n. 1903)
- 1997 - Luigi Dodi, calciatore italiano (n. 1918)
- 1997 - Richard Jaeckel, attore statunitense (n. 1926)
- 1997 - Siro Silvestri, vescovo cattolico italiano (n. 1913)
- 1998 - Camillo Achilli, dirigente sportivo, allenatore di calcio e calciatore italiano (n. 1921)
- 1999 - Maurice Marcelot, cestista francese (n. 1929)
- 1999 - Anna McCune Harper, tennista statunitense (n. 1902)
- 1999 - Armando William Tamburella, regista italiano (n. 1919)
- 2000 - Attilio Bertolucci, poeta italiano (n. 1911)
- 2000 - Uriah Jones, schermidore statunitense (n. 1924)

## XXI secolo(129)
- 2001 - Oleg Fedoseev, triplista e lunghista sovietico (n. 1936)
- 2001 - Miroslav Marcovich, filologo classico serbo (n. 1919)
- 2001 - Gerry Melnyk, hockeista su ghiaccio e dirigente sportivo canadese (n. 1934)
- 2001 - Francesco Sorrentino, giornalista, scrittore e politico italiano (n. 1923)
- 2002 - Albert Band, produttore cinematografico, regista e sceneggiatore italiano (n. 1924)
- 2002 - Rino Benedetti, ciclista su strada italiano (n. 1928)
- 2002 - Lily Carlstedt, giavellottista danese (n. 1926)
- 2003 - Giuseppe Barigazzi, giornalista e scrittore italiano (n. 1936)
- 2003 - Raymond Franchetti, ballerino e direttore artistico francese (n. 1921)
- 2003 - Jimmy Knepper, trombonista statunitense (n. 1927)
- 2003 - Anna Larsson, mezzofondista svedese (n. 1922)
- 2004 - Ubaldo Calabresi, arcivescovo cattolico italiano (n. 1924)
- 2004 - Ulrich Inderbinen, alpinista svizzero (n. 1900)
- 2004 - Pietro Virga, giurista e costituzionalista italiano (n. 1920)
- 2005 - Roberto Di Stefano, ingegnere e storico dell'architettura italiano (n. 1926)
- 2005 - Georges Dransart, canoista francese (n. 1924)
- 2005 - Carlo Maria Giulini, direttore d'orchestra italiano (n. 1914)
- 2005 - David Iñigo, calciatore argentino (n. 1934)
- 2005 - Robie Lester, doppiatrice e cantante statunitense (n. 1925)
- 2005 - Mimi Parent, pittrice canadese (n. 1924)
- 2005 - Ernesto Pascale, manager e pittore italiano (n. 1934)
- 2006 - Andreina Carli, attrice italiana (n. 1916)
- 2006 - Enzo Felsani, poliziotto e generale italiano (n. 1918)
- 2006 - Jean Roba, fumettista belga (n. 1930)
- 2006 - Paolo Murialdi, giornalista, scrittore e partigiano italiano (n. 1919)
- 2006 - Remo Sammartino, politico e avvocato italiano (n. 1913)
- 2007 - Robin Olds, generale e aviatore statunitense (n. 1922)
- 2007 - Jacques Simonet, politico belga (n. 1963)
- 2007 - Alex Thomson, direttore della fotografia britannico (n. 1929)
- 2007 - Kurt Waldheim, politico e diplomatico austriaco (n. 1918)
- 2008 - Jamelão, cantante brasiliano (n. 1913)
- 2008 - Luciano Pigozzi, attore italiano (n. 1927)
- 2008 - Esbjörn Svensson, pianista svedese (n. 1964)
- 2008 - Werner Vetterli, pentatleta svizzero (n. 1929)
- 2009 - Carl-Ebbe Andersen, canottiere danese (n. 1929)
- 2009 - Angela Coughlan, nuotatrice canadese (n. 1952)
- 2009 - Ivan Della Mea, cantautore, scrittore e giornalista italiano (n. 1940)
- 2009 - Yasuharu Hasebe, regista e sceneggiatore giapponese (n. 1932)
- 2009 - Carla Monti, attrice italiana (n. 1932)
- 2009 - Jackie Ronne, esploratrice statunitense (n. 1919)
- 2010 - Giampiero Becherelli, attore e scrittore italiano (n. 1929)
- 2010 - Resi Hammerer, sciatrice alpina austriaca (n. 1925)
- 2010 - Leonid Denisovič Kizim, cosmonauta sovietico (n. 1941)
- 2010 - Giacinto Prandelli, tenore italiano (n. 1914)
- 2010 - Damian Silvera, calciatore statunitense (n. 1974)
- 2011 - Romano Comincioli, dirigente d'azienda e politico italiano (n. 1935)
- 2011 - Peter Schamoni, regista, sceneggiatore e produttore cinematografico tedesco (n. 1934)
- 2012 - Erik Rhodes, attore pornografico statunitense (n. 1982)
- 2012 - Giacinto Santambrogio, ciclista su strada italiano (n. 1945)
- 2012 - Gitta Sereny, giornalista e storica britannica (n. 1921)
- 2013 - Domenico Locatelli, calciatore italiano (n. 1903)
- 2013 - Carlo Longhini, sindacalista, scultore e storico italiano (n. 1939)
- 2013 - Gene Mako, tennista statunitense (n. 1916)
- 2013 - Amedeo Zampieri, politico e dirigente d'azienda italiano (n. 1938)
- 2014 - Bob Campbell, fotografo britannico (n. 1930)
- 2014 - Isabelle Collin Dufresne, artista francese (n. 1935)
- 2014 - Irene Forbes, schermitrice cubana (n. 1949)
- 2014 - José Gómez Lucas, ciclista su strada spagnolo (n. 1944)
- 2014 - Francis Matthews, attore britannico (n. 1927)
- 2014 - Magdolna Szabics, cestista ungherese (n. 1949)
- 2014 - Maria Wonenburger, matematica spagnola (n. 1927)
- 2014 - Manuel Álvarez Ortega, poeta, scrittore e traduttore spagnolo (n. 1923)
- 2015 - Bob Bedell, cestista statunitense (n. 1944)
- 2015 - Hugo Blanco, musicista e compositore venezuelano (n. 1940)
- 2015 - Pasquale Foresi, presbitero e teologo italiano (n. 1929)
- 2015 - Boris Godjunov, cantante bulgaro (n. 1941)
- 2015 - Łukasz Masiak, giornalista polacco (n. 1983)
- 2015 - Hilary Masters, scrittore statunitense (n. 1928)
- 2015 - Zito, calciatore brasiliano (n. 1932)
- 2015 - Rutilio Sermonti, militare, storico e zoologo italiano (n. 1921)
- 2015 - Walter Weller, direttore d'orchestra e violinista austriaco (n. 1939)
- 2015 - Jürgen Wittenstein, medico tedesco (n. 1919)
- 2016 - Lydia Biondi, attrice italiana (n. 1941)
- 2016 - Salvatore De Meis, ingegnere e storico della scienza italiano (n. 1930)
- 2016 - Anatolij Grišin, canoista sovietico (n. 1939)
- 2016 - Ann Morgan Guilbert, attrice statunitense (n. 1928)
- 2016 - Henry McCullough, musicista britannico (n. 1943)
- 2016 - Luigi Porro, calciatore italiano (n. 1939)
- 2017 - Dino Emanuelli, attore e autore televisivo italiano (n. 1931)
- 2017 - Jacques Foix, calciatore francese (n. 1930)
- 2017 - Rob Gonsalves, pittore canadese (n. 1959)
- 2017 - Anna Pellissier, sciatrice alpina italiana (n. 1927)
- 2017 - Gyula Teleki, calciatore e allenatore di calcio ungherese (n. 1928)
- 2017 - Hein Verbruggen, dirigente sportivo olandese (n. 1941)
- 2018 - Mario Cavatore, scrittore italiano (n. 1946)
- 2018 - Stanislav Govoruchin, attore e regista russo (n. 1936)
- 2018 - Errol Pickford, danzatore australiano (n. 1966)
- 2018 - Ettore Romoli, politico italiano (n. 1938)
- 2019 - Daniel Colin, politico francese (n. 1933)
- 2019 - Ludovico Gatto, storico italiano (n. 1931)
- 2019 - Marta Harnecker, giornalista e scrittrice cilena (n. 1937)
- 2020 - Stefano Bertacco, politico italiano (n. 1962)
- 2020 - Don Candy, tennista e allenatore di tennis australiano (n. 1929)
- 2020 - Sarah Hegazi, attivista egiziana (n. 1989)
- 2020 - Aarón Padilla Gutiérrez, calciatore messicano (n. 1942)
- 2020 - Haroldo Rodas, politico e economista guatemalteco (n. 1946)
- 2020 - Sushant Singh Rajput, attore e ballerino indiano (n. 1986)
- 2020 - Luigi Spagnol, editore e traduttore italiano (n. 1961)
- 2020 - Keith Tippett, tastierista e compositore britannico (n. 1947)
- 2021 - Lisa Banes, attrice statunitense (n. 1955)
- 2021 - Enrique Bolaños, politico nicaraguense (n. 1928)
- 2021 - Antonio Brancaccio, bobbista italiano (n. 1940)
- 2021 - Livio Caputo, giornalista, scrittore e politico italiano (n. 1933)
- 2021 - Markis Kido, giocatore di badminton indonesiano (n. 1984)
- 2021 - Bruno Nattino, calciatore italiano (n. 1931)
- 2021 - Tuono Pettinato, fumettista e illustratore italiano (n. 1976)
- 2021 - Joachim Poon, cestista taiwanese (n. 1930)
- 2021 - Adam Smelczyński, tiratore a volo polacco (n. 1930)
- 2022 - Gabino Díaz Merchán, arcivescovo cattolico spagnolo (n. 1926)
- 2022 - Everett Peck, fumettista, illustratore e animatore statunitense (n. 1950)
- 2022 - Sergio Polano, storico dell'architettura italiano (n. 1950)
- 2022 - Joel Whitburn, scrittore statunitense (n. 1939)
- 2022 - Abraham Yehoshua, scrittore e drammaturgo israeliano (n. 1936)
- 2023 - Raimondo Crociani, montatore italiano (n. 1946)
- 2023 - John Hollins, calciatore e allenatore di calcio inglese (n. 1946)
- 2023 - Roman Jackiw, fisico polacco (n. 1939)
- 2023 - John Pelling, schermidore britannico (n. 1936)
- 2023 - Sharda Rajan Iyengar, cantante indiana (n. 1937)
- 2023 - Maurice Taylor, vescovo cattolico britannico (n. 1926)
- 2023 - Vladimir Šmelëv, pentatleta sovietico (n. 1946)
- 2024 - Paolo Carù, giornalista e critico musicale italiano (n. 1947)
- 2024 - Giancarlo Fusato, calciatore italiano (n. 1937)
- 2024 - Christiane Mercelis, tennista belga (n. 1931)
- 2024 - George Nethercutt, politico e avvocato statunitense (n. 1944)
- 2025 - Violeta Barrios de Chamorro, politica nicaraguense (n. 1929)
- 2025 - Kate Bernheim, schermitrice francese (n. 1925)
- 2025 - Melissa Hortman, politica statunitense (n. 1970)
- 2025 - Vladimir Korotkov, tennista sovietico (n. 1948)
- 2025 - Giuseppe Nuara, politico italiano (n. 1936)